# 漢川市
漢川市（かんせん-し）は中華人民共和国湖北省孝感市に位置する県級市。

## 地理
漢川市は湖北省中部、孝感市の南端、漢水下流域に位置する。東は武漢市東西湖区及び蔡甸区、西は天門市、南は仙桃市、北は応城市、雲夢県及び孝感市と接し、雲夢県下辛店鎮内に飛び地を有す。
江漢平原に位置し、市内の77.4%が平地であり、南部に丘陵地帯が広がる。

## 歴史
977年（太平興国2年）、北宋により漢川県が設置される。1997年3月12日に県級市に改編され現在に至る。

## 行政区画
- 街道:仙女山街道、汈東街道
- 鎮:馬口鎮、脈旺鎮、城隍鎮、分水鎮、沈湖鎮、田二河鎮、回竜鎮、新堰鎮、垌塚鎮、麻河鎮、劉家隔鎮、新河鎮、廟頭鎮、楊林溝鎮
- 郷:西江郷、湾潭郷、南河郷、馬鞍郷、里潭郷、韓集郷